# غريغ ماكوفسكي
غريغ ماكوفسكي (بالإنجليزية: Greg Makowski)‏ هو لاعب كرة قدم أمريكي في مركز الدفاع، ولد في 5 يوليو 1956 في سانت لويس في الولايات المتحدة. شارك مع منتخب الولايات المتحدة لكرة القدم. أما مع النوادي، فقد لعب مع أتلانتا تشيفز ولوس أنجلوس لايزرز.